# Sphicosa plaumanni
Sphicosa plaumanni är en tvåvingeart som beskrevs av Smith 1962. Sphicosa plaumanni ingår i släktet Sphicosa och familjen dansflugor. Inga underarter finns listade i Catalogue of Life.